# Samuel F. Bradford
Samuel Fisher Bradford, né en 1776 à Philadelphie et mort le 8 avril 1837 dans la même ville, est un imprimeur et libraire américain, principalement connu pour s'être lancé, en 1805, dans une ré-édition de la New Cyclopædia d'Abraham Rees, complétée d'ajouts sur l'Amérique et les États-Unis, initiative qui le conduisit à la faillite,. Il rédigea et publia en 1796, sous le pseudonyme de Timothy Tickletoby, un ouvrage concernant les pamphlets de William Cobbett (alias « Peter Porcupine » ou « Pierre le Porc Épic »), intitulé The Impostor Detected, or A Review of Some of the Writings of "Peter Porcupine". Bradford est également l'éditeur d'un journal, The True American, and Commercial Advertiser qui paraît de 1798 à 1815.

## Famille
Samuel est le fils de Mary Fisher et du lieutenant-colonel Thomas Bradford. Il épouse le 7 mars 1799, Abigail Inskeep, fille du maire de Philadelphie John Inskeep (en).

## Œuvres citées dans cet article
- The Impostor Detected, or A Review of Some of the Writings of "Peter Porcupine", Philadelphie, From the free and independent political & literary Press of Thomas Bradford, printer, Bookseller & stationer, no. 8, South Front Street., 1796, (OCLC 62825467).
- The True American, and Commercial Advertiser, Philadelphia, Samuel F. Bradford, 1798-1815, (OCLC 10086026).